# Welesniw
Welesniw (ukrainisch Велеснів; russisch Велеснев Welesnjew, polnisch Weleśniów) ist ein Dorf in der Oblast Ternopil im Westen der Ukraine mit etwa 680 Einwohnern (2004).

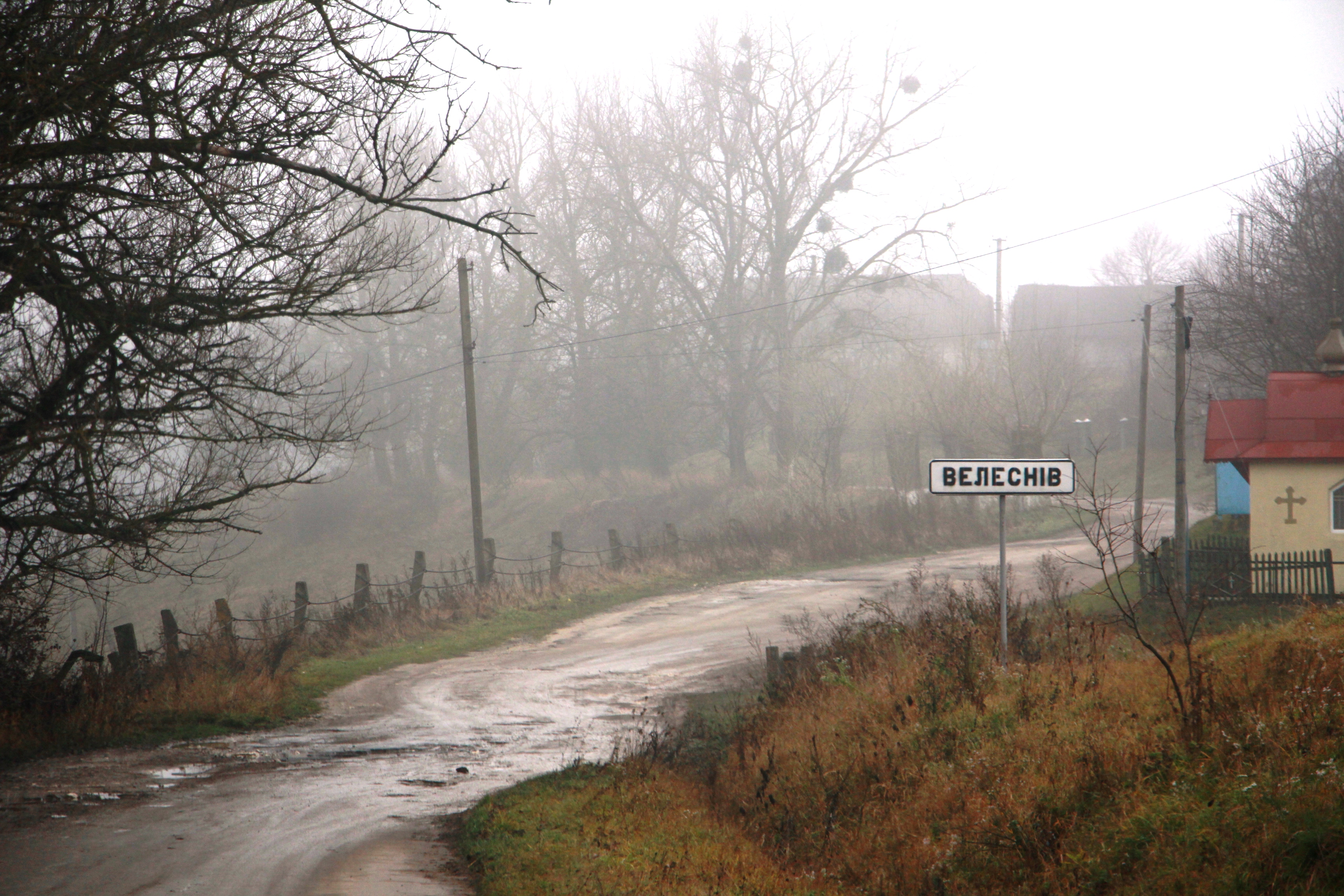
Blick in den Ort

## Geografie
Das Dorf liegt am Ufer des Koropez, einem Nebenfluss des Dnister 9 km südlich der ehemaligen Rajonshauptstadt Monastyryska und 92 km südwestlich der Oblasthauptstadt Ternopil.

## Geschichte
Die Ortschaft wurde 1454 zum ersten Mal schriftlich erwähnt. Von 1772 bis 1918 gehörte Welesniw zum österreichischen Galizien. Nach dem Ende des Ersten Weltkrieges kam der Ort zur polnischen Woiwodschaft Tarnopol, wurde im Zweiten Weltkrieg ab September 1939 von der Sowjetunion und dann ab Sommer 1941 bis 1944 von Deutschland besetzt, hier wurde der Ort in den Distrikt Galizien eingegliedert.
Nach dem Ende des Krieges wurde der Ort der Sowjetunion zugeschlagen, dort kam das Dorf zur Ukrainischen SSR und ist seit 1991 ein Teil der heutigen Ukraine.
Am 12. Juni 2020 wurde das Dorf ein Teil der Stadtgemeinde Monastyryska im Rajon Monastyryska; bis dahin bildete es zusammen mit dem Dorf Salissja (Залісся) die Landratsgemeinde Welesniw (Велеснівська сільська рада/Welesniwska silska rada) im Osten des Rajons Monastyryska.
Am 17. Juli 2020 wurde der Ort Teil des Rajons Tschortkiw.

## Persönlichkeiten
Im Dorf kam 1871 der ukrainische Folklorist, Ethnologe, Literaturwissenschaftler, Übersetzer und Journalist Wolodymyr Hnatjuk zur Welt.